# Joachim Patinir

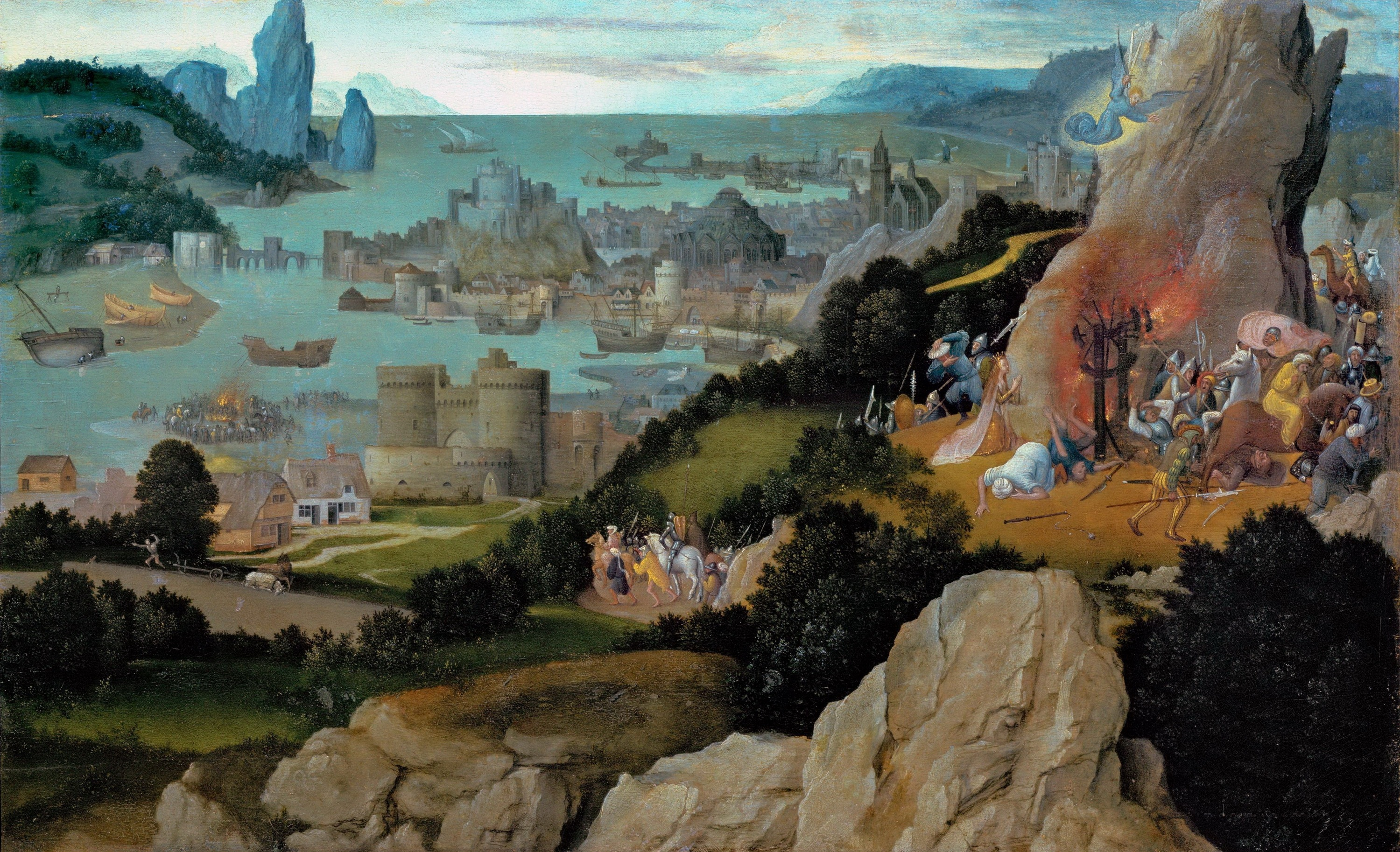
Radwunder der Hl. Katharina, vor 1515, Kunsthistorisches Museum Wien

Joachim Patinir (* vermutlich zwischen 1475 und 1480 in der Nähe von Dinant; † 5. Oktober 1524 in Antwerpen), auch Joachim Patinier oder Patenier, war ein flämischer Maler und Zeichner.

## Leben

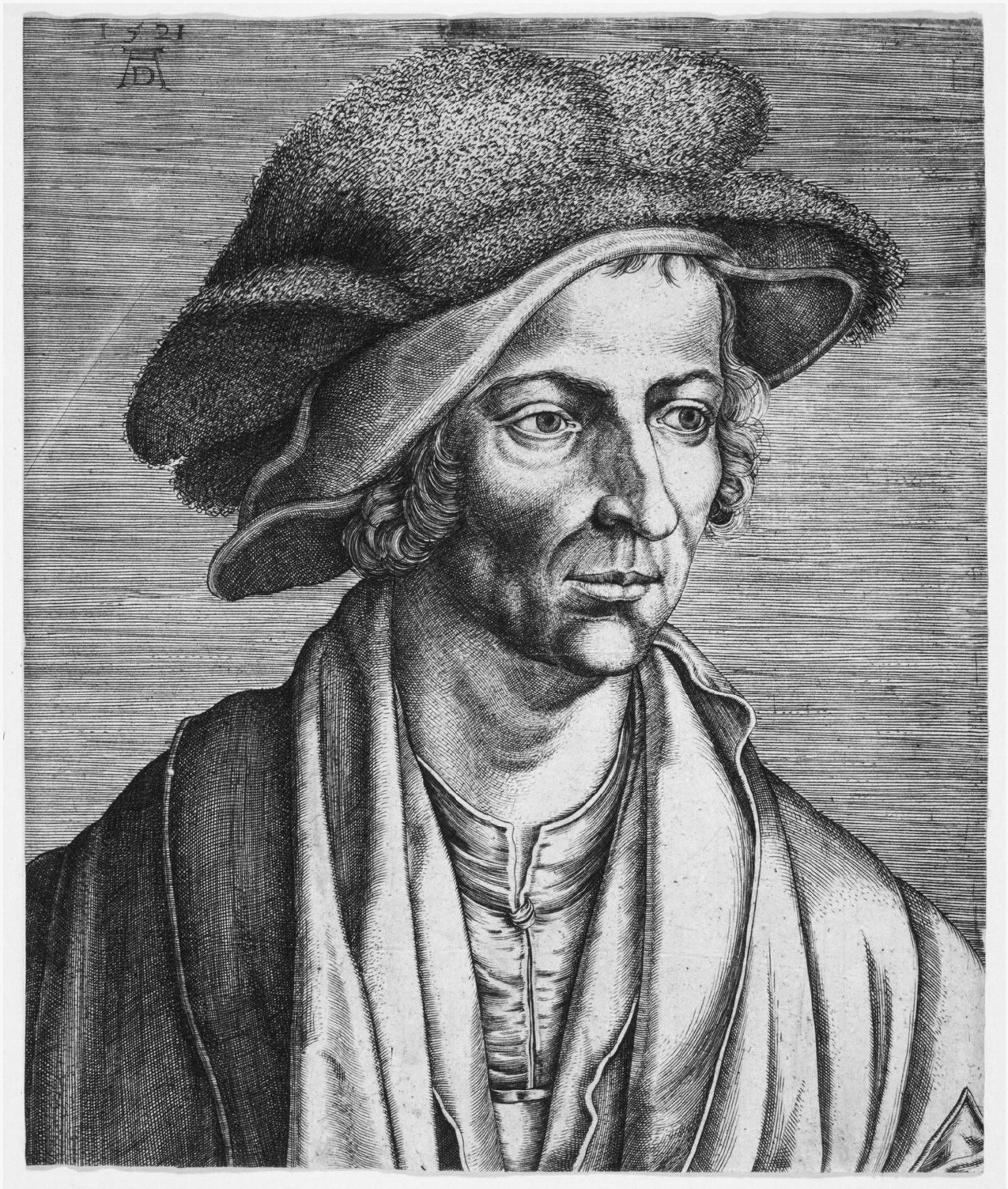
Joachim Patinir, porträtiert von Aegidius Sadeler II.

Über sein Leben ist wenig bekannt. Die erste gesicherte Erwähnung des Meisters ist die seiner Aufnahme, im Jahr 1515 und unmittelbar vor Gerard David, in die Antwerpener Lukasgilde. Es darf angenommen werden, dass er um 1515/20 nach Les Baux-de-Provence pilgerte. 1520 begegnete er in Antwerpen Albrecht Dürer, aus dessen Tagebuch hervorgeht, dass er Patinir Farben auslieh und einen seiner Schüler beschäftigte. Als Gegenleistung überließ Dürer ihm Stiche, eine Zeichnung sowie ein Gemälde von Hans Baldung Grien. Er war ebenfalls freundschaftlich mit Quintin Massys (Quentin Metsys, Quentin Matsys) verbunden, der als Vormund einer Tochter Patinirs erwähnt wird.
Joachim Patinir starb höchstwahrscheinlich im Jahr 1524. Das Sterbedatum leitet sich von einer Urkunde ab, in der Jeanne Nuyts, die er am 5. Mai 1521 in zweiter Ehe geheiratet hatte, am 5. Oktober 1524 als „Witwe von Joachim Patinir“ erwähnt wird. Der flämische Maler Herri met de Bles (1500/10–1555/60) war vermutlich Patinirs Neffe.
Es sind zwei Porträts des Joachim Patinir von Dürer bekannt, darunter eine Silberminenzeichnung (Weimar, Schlossmuseum).

## Werk
Als einer der ersten Künstler malte er ausgehend von der Weltlandschaft reine Landschaftsbilder. Seine Bilder sind von phantastischen Felsen, Wäldern, Städten und Flussläufen geprägt. Die phantastischen Felsformationen studierte Patinir nicht etwa in der freien Natur, sondern anhand von Gesteinsbrocken im Atelier. Seine Landschaftsbilder ließen die darin dargestellten Figuren oft zwergenhaft erscheinen. In den meisten seiner Werke benutzt er ein szenisches Geschehen als „Vorwand“ für die Darstellung einer von sehr hohem Betrachterstandpunkt gegebenen Landschaft, ein früher exemplarischer Beleg für jene Gattung der niederländischen Malerei, die man als „Weltlandschaft“ bezeichnet. Die Themen sind meist christlich bestimmt, den Kirchenvater Hieronymus hat er mehrfach dargestellt.
Patinir wurde stark von Hieronymus Bosch beeinflusst. Mit Quentin Massys arbeitete er zusammen und man nimmt an, dass einige Bilder, die heute Massys oder Patinir zugeschrieben werden, Gemeinschaftswerke sind.
Seine bekanntesten Gemälde sind:
- Landschaft mit dem hl. Hieronymus (Madrid, Museo del Prado)
- Die Taufe Christi (Wien, Kunsthistorisches Museum)
- Die Versuchung des hl. Antonius (Madrid, Museo del Prado)
- Die Flucht nach Ägypten (Antwerpen, Koninklijk Museum voor Schone Kunsten)
- Der heilige Hieronymus in der Wüste (Paris, Musée du Louvre).

## Bildauswahl

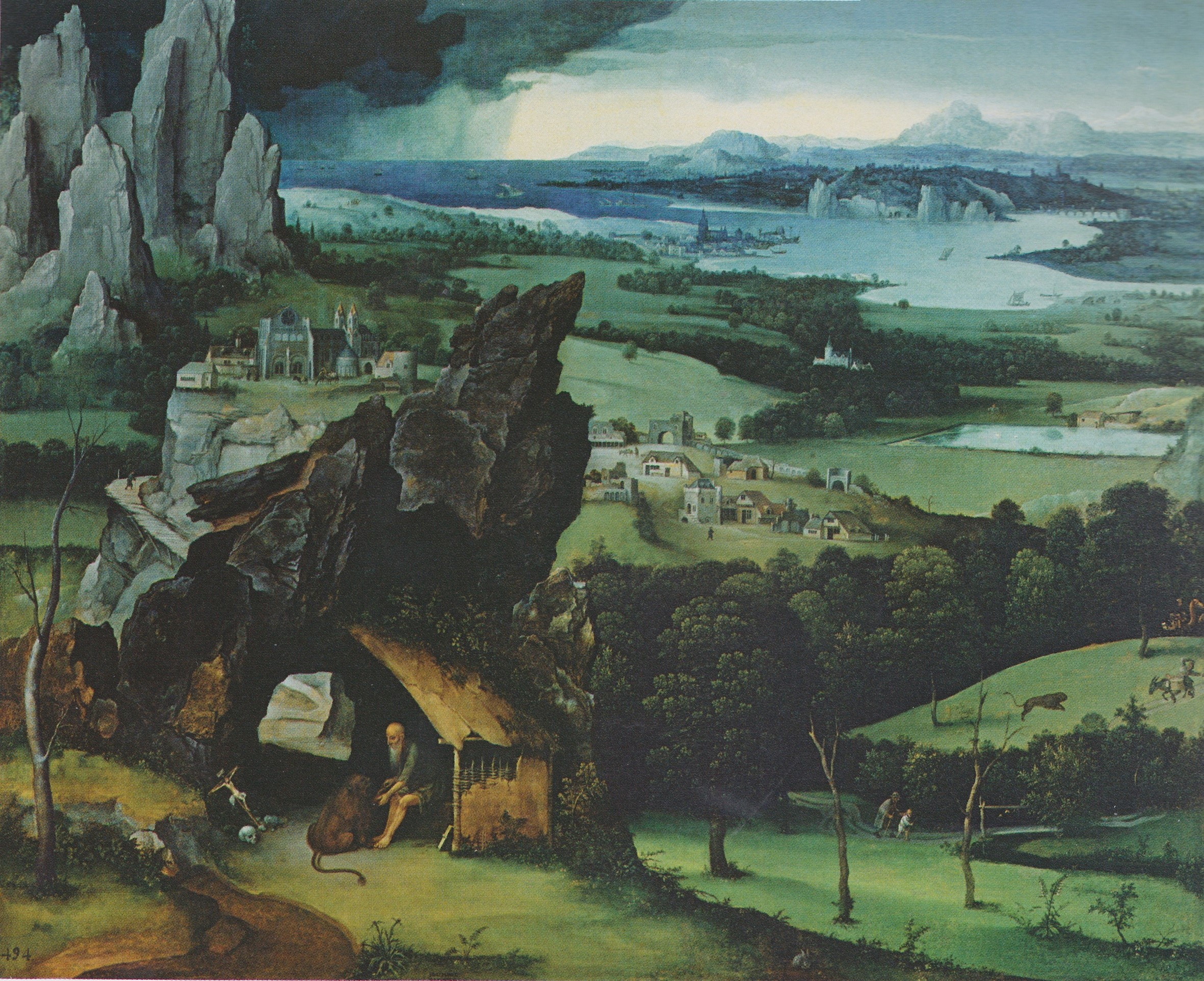
Landschaft mit Hieronymus, Madrid
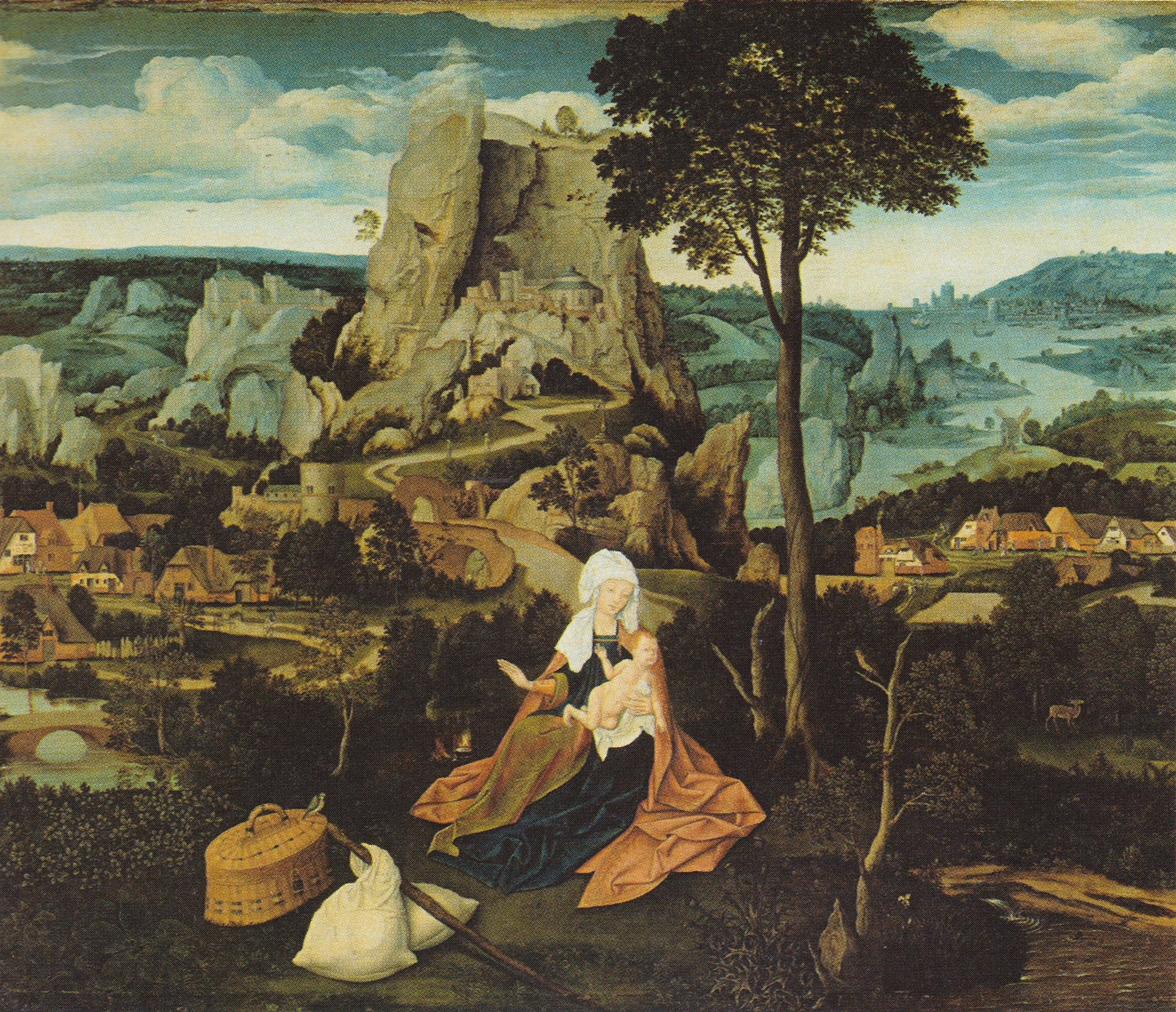
Ruhe auf der Flucht, Berlin
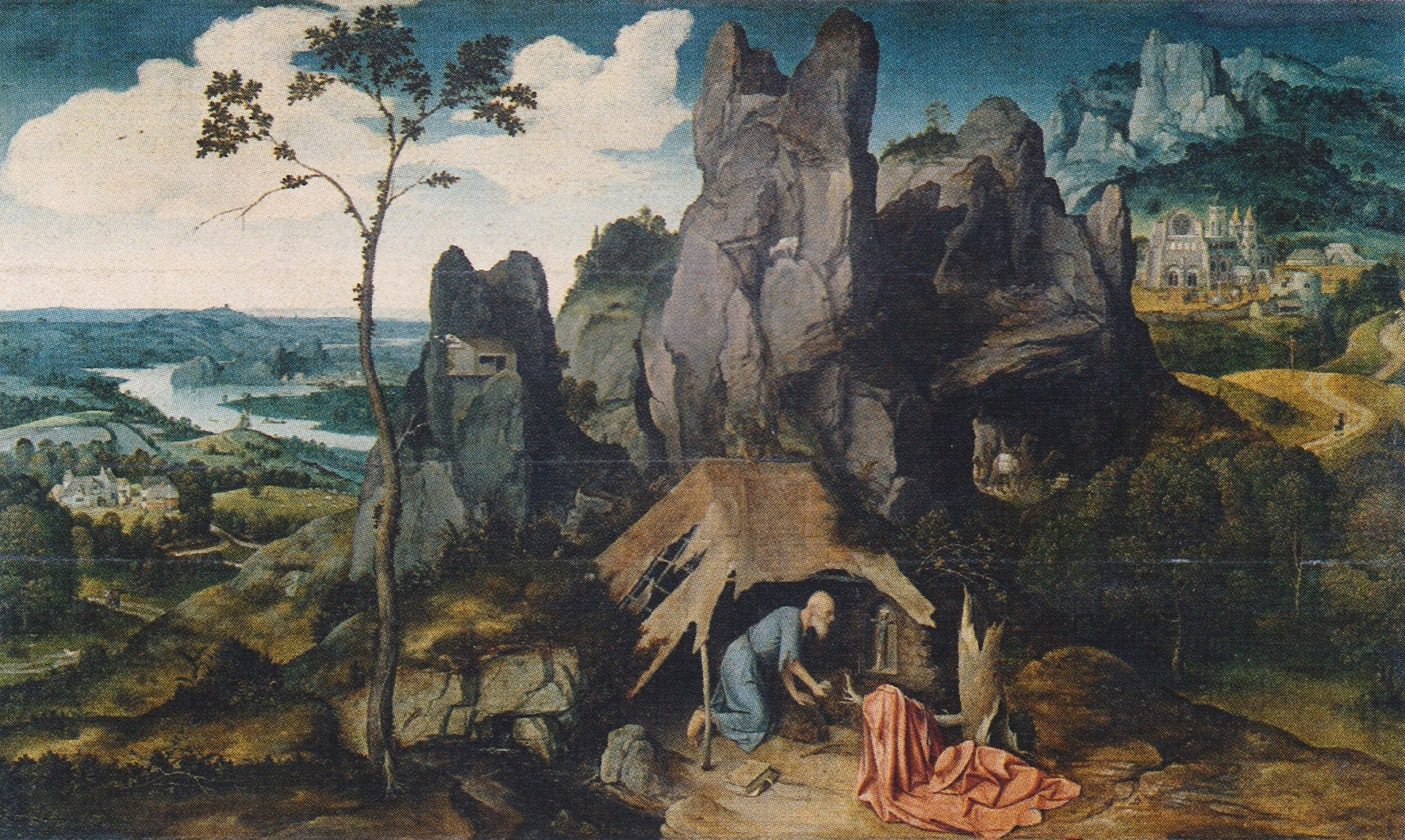
Der heilige Hieronymus in der Wüste, Paris
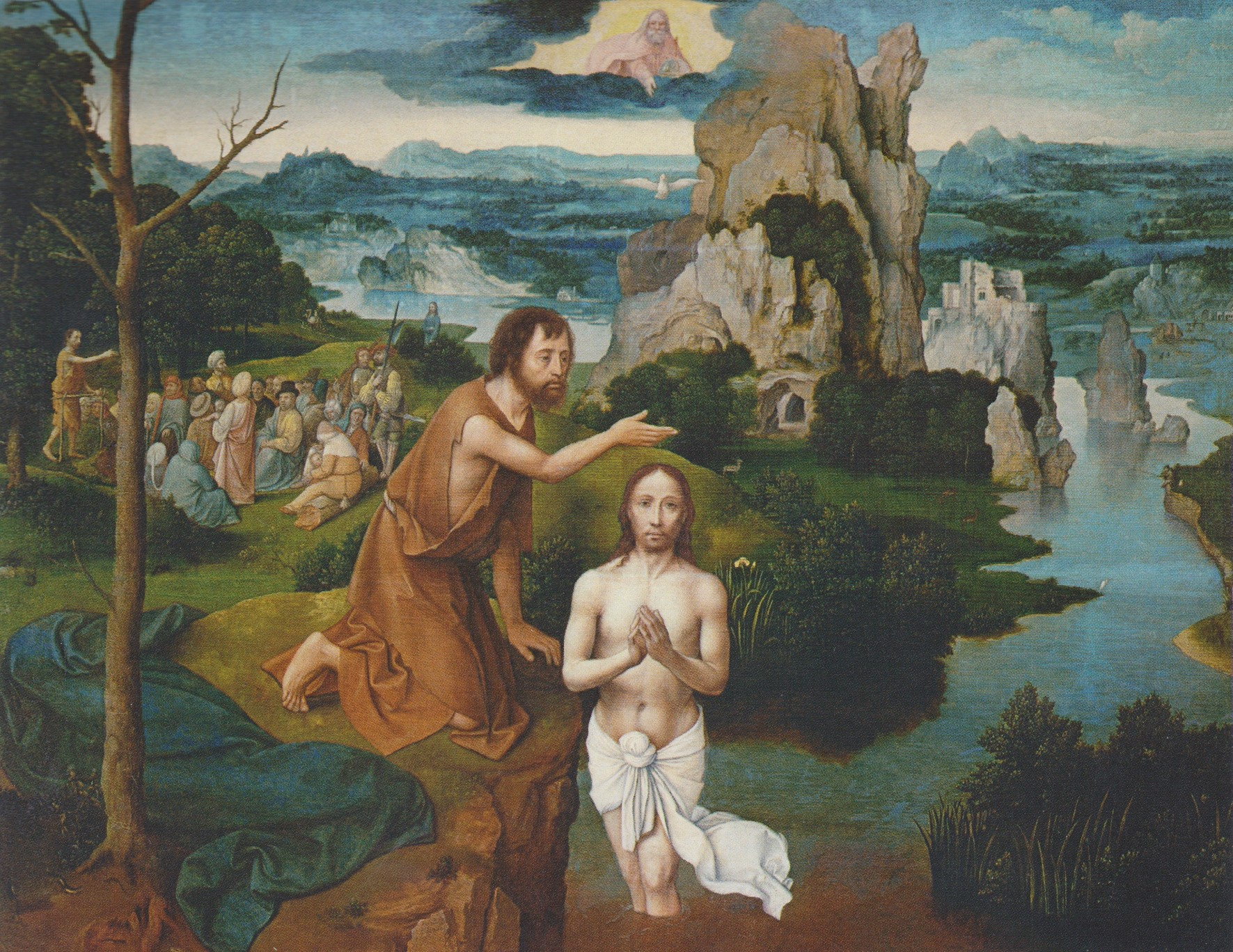
Die Taufe Christi, Wien
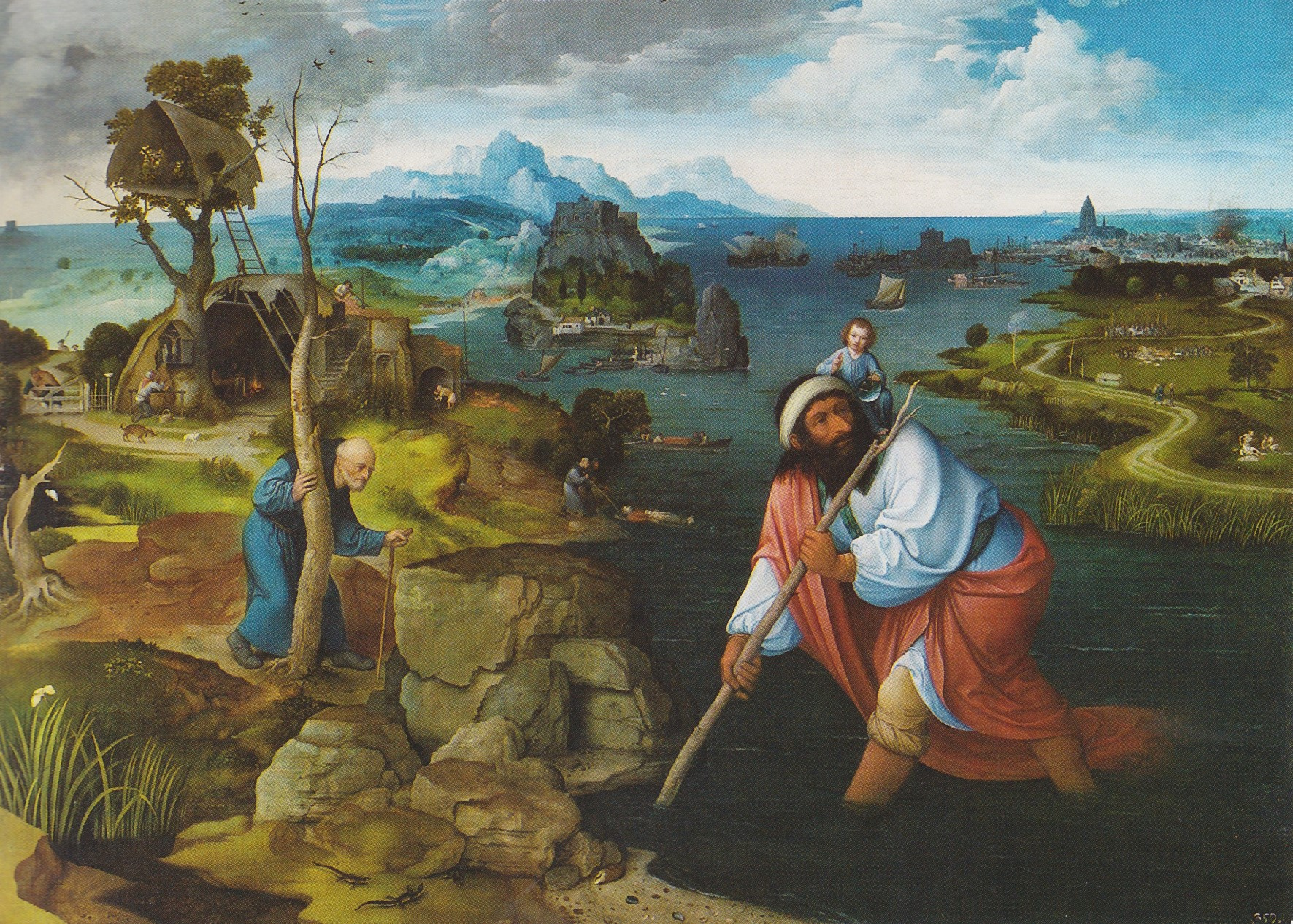
Landschaft mit Christopherus, Escorial